# (42073) Noreen
(42073) Noreen (2001 AS1) – planetoida z pasa głównego asteroid okrążająca Słońce w ciągu 5,83 lat w średniej odległości 3,24 j.a. Odkryta 2 stycznia 2001 roku.